# Episodi de La parola alla difesa (terza stagione)
La terza stagione della serie televisiva La parola alla difesa è stata trasmessa in anteprima negli Stati Uniti d'America dalla CBS tra il 28 settembre 1963 e il 27 giugno 1964.
| nº | Titolo originale                | Titolo italiano | Prima TV USA      | Prima TV Italia |
| -- | ------------------------------- | --------------- | ----------------- | --------------- |
| 1  | The Weeping Baboon              |                 | 28 settembre 1963 |                 |
| 2  | The Empty Heart                 |                 | 5 ottobre 1963    |                 |
| 3  | The Captive                     |                 | 12 ottobre 1963   |                 |
| 4  | The Bagman                      |                 | 19 ottobre 1963   |                 |
| 5  | Conspiracy of Silence           |                 | 26 ottobre 1963   |                 |
| 6  | The Cruel Hook                  |                 | 2 novembre 1963   |                 |
| 7  | The Star Spangled Ghetto        |                 | 9 novembre 1963   |                 |
| 8  | Loophole                        |                 | 16 novembre 1963  |                 |
| 9  | The Seal of Confession          |                 | 30 novembre 1963  |                 |
| 10 | Climate of Evil                 |                 | 7 dicembre 1963   |                 |
| 11 | The Crowd Pleaser               |                 | 14 dicembre 1963  |                 |
| 12 | Old Lady Ironsides              |                 | 21 dicembre 1963  |                 |
| 13 | Fugue for Trumpet and Small Boy |                 | 28 dicembre 1963  |                 |
| 14 | Claire Cheval Died in Boston    |                 | 4 gennaio 1964    |                 |
| 15 | The Last Day                    |                 | 11 gennaio 1964   |                 |
| 16 | Blacklist                       |                 | 18 gennaio 1964   |                 |
| 17 | Who'll Dig His Grave?           |                 | 25 gennaio 1964   |                 |
| 18 | All the Silent Voices           |                 | 1º febbraio 1964  |                 |
| 19 | The Secret                      |                 | 8 febbraio 1964   |                 |
| 20 | The Pill Man                    |                 | 22 febbraio 1964  |                 |
| 21 | Drink Like a Lady               |                 | 29 febbraio 1964  |                 |
| 22 | Survival                        |                 | 14 marzo 1964     |                 |
| 23 | Moment of Truth                 |                 | 21 marzo 1964     |                 |
| 24 | The Hidden Fury                 |                 | 28 marzo 1964     |                 |
| 25 | Die Laughing                    |                 | 11 aprile 1964    |                 |
| 26 | May Day! maggio Day!            |                 | 18 aprile 1964    |                 |
| 27 | The Thief                       |                 | 25 aprile 1964    |                 |
| 28 | Yankee Come Home                |                 | 2 maggio 1964     |                 |
| 29 | The Man Who Saved His Country   |                 | 9 maggio 1964     |                 |
| 30 | Mind Over Murder                |                 | 16 maggio 1964    |                 |
| 31 | The Sixth Alarm                 |                 | 23 maggio 1964    |                 |
| 32 | The Fine Line                   |                 | 30 maggio 1964    |                 |
| 33 | The Non-Violent                 |                 | 6 giugno 1964     |                 |
| 34 | Stowaway                        |                 | 13 giugno 1964    |                 |
| 35 | Hollow Triumph                  |                 | 20 giugno 1964    |                 |
| 36 | The Uncivil War                 |                 | 27 giugno 1964    |                 |